# Morze Chilijskie
Morze Chilijskie (hiszp. Mar chileno) – morze stanowiące część Oceanu Spokojnego, leżące na zachód od wybrzeży Chile. Oficjalnie jego granice zostały zdefiniowane w Najwyższym Dekrecie #346 chilijskiego ministerstwa spraw zagranicznych z 1974 roku jako "wody otaczające lub dotykające brzegów terytorium kraju". Sięga ok. 2000 mil morskich od wybrzeży Chile, nie dosięga natomiast do Sala y Gómez ani Wyspy Wielkanocnej. Pierwszym europejskim żeglarzem, który je przepłynął był Ferdynand Magellan.